# Pregúntale a Alicia
Pregúntale a Alicia es un libro de ficción presentado como anónimo, publicado por primera vez en 1971. Está escrito como diario personal auténtico, narra las vivencias de una adolescente que se escapa de su casa y se vuelve adicta a las drogas.
El libro obtuvo mucha atención mediática después de ser publicado, y en 2011 continúa en imprenta. Diferentes revelaciones sobre su origen han causado dudas acerca de su autenticidad, y la editorial lo ha catalogado como un libro de ficción desde mediados de los años 1980. Aunque continúa siendo presentado como un libro anónimo, diversos artículos de prensa y registros de derecho de autor sugieren que gran parte o la totalidad de la obra fue producida por quien aparece como su editora, la psicóloga Beatrice Sparks. Algunas fuentes también han nombrado a Linda Glovach como coautora del libro.
El libro fue convertido en un telefilme por la cadena estadounidense ABC en 1973.

## Autoría
Pregúntale a Alicia fue promovido originalmente como no ficción y se publicó bajo la autoría de "Anónimo". Sin embargo, no mucho después de su publicación, Beatrice Sparks, una psicóloga, comenzó a hacer apariciones en los medios presentándose a sí misma como la editora del libro.
Búsquedas en la Oficina del Derecho de Autor de los Estados Unidos muestran que Sparks es la única propietaria de los derechos de Pregúntale a Alicia. Por otra parte, ella aparece en el registro de derechos de autor como autora del libro -no como editora, compiladora, o ejecutora, lo que sería más habitual para alguien que publica el diario de una persona fallecida (de acuerdo con el libro en sí, el único derecho de autor es propiedad de Prentice-Hall).
En un ensayo escrito en octubre de 1979, por Alleen Pace Nilsen de School Library Journal, Nilsen conjeturó que Sparks parcialmente basó Pregúntale a Alicia en el diario de uno de sus pacientes, pero que se había añadido varios incidentes ficticios. Sparks le dijo a Nilsen que no podía producir el diario original, porque ella había destruido parte de él después de la transcripción y el resto fue encerrado en la bóveda de la editorial. Nilsen escribió: "La cuestión de cuánto de Pregúntale a Alicia fue escrito por la verdadera Alicia y qué parte por Beatrice Sparks solo puede conjeturarse".
El segundo proyecto de "diario" escrito por Sparks, Diario de Jay, dio lugar a una controversia que arrojó más dudas sobre la veracidad de Pregúntale a Alicia. Diario de Jay era presuntamente el diario de un chico que se suicidó después de involucrarse con el ocultismo. Una vez más, Sparks afirmaba haber basado el libro en el diario de un paciente. Sin embargo, la familia del chico en cuestión, Alden Barrett, repudió el libro. Ellos afirmaron que Sparks habían utilizado sólo un puñado de las entradas del diario reales, y había inventado la gran mayoría del libro, incluyendo todo el ángulo oculto. Esto llevó a muchos a especular que si el diario "de Alicia" de hecho existía, había recibido un tratamiento similar. Nadie afirma haber conocido a la verdadera "Alicia".
Sparks produjo varios otros supuestos diarios que se ocupan de diversos problemas que enfrentan los adolescentes. Estos incluyen Treacherous Love: The Diary of an Anonymous Teenager, Almost Lost: The True Story of an Anonymous Teenager's Life on the Streets, Annie's Baby: The Diary of Anonymous, a Pregnant Teenager y It Happened to Nancy: By an Anonymous Teenager. Aunque catalogados como "diarios reales", éstos no parecen haber sido recibidos por los lectores o críticos de otra forma que no fuese como lecturas de ficción.
Se han producido más recientemente indicios de que al menos otro autor estuvo involucrado en la creación de Pregúntale a Alicia. En un ensayo titulado "Just Say Uh-Oh", publicado en el New York Times Book Review el 5 de noviembre de 1998, Mark Oppenheimer identificó a Linda Glovach, una autora de novelas de adultos jóvenes, como "uno de los 'preparadores'-llamémoslos falsificadores- de Pregúntale a Alicia", aunque no dio su fuente para esta afirmación. El listado de Amazon.com para la novela de Glovach Reina de belleza, también señala que Glovach es "co-autora" de Pregúntale a Alicia.
En un artículo publicado en Snopes, la experta en folclor urbano Barbara Mikkelson señala que, incluso antes de las revelaciones sobre la autoría de Pregúntale a Alicia, había abundante evidencia interna que el libro no era un diario real. Los largos detallados pasajes del libro acerca de los efectos nocivos de las drogas ilícitas y la relativamente pequeña cantidad de espacio dedicada a las relaciones sociales y chismes parecen poco habituales del diario de una adolescente. Además, el artículo menciona el descargo de responsabilidad en la página de derechos de autor del libro, que establece:.. "Este libro es una obra de ficción. Toda referencia a eventos históricos, personas reales, o lugares reales se utiliza de manera ficticia. Otros nombres, personajes, lugares, y los incidentes son producto de la imaginación del autor, y cualquier parecido con los acontecimientos reales, lugares o personas, vivas o muertas, es pura coincidencia".